# Bonn Open 2024
Il Bonn Open 2024 è stato un torneo maschile di tennis professionistico. È stata la 1ª edizione del torneo, facente parte della categoria Challenger 75 nell'ambito dell'ATP Challenger Tour 2024, con un montepremi di 73 000 €. Si è giocato dal 5 all'11 agosto 2024 sui campi in terra rossa del Bonner Tennis- und Hockey-Verein di Bonn, in Germania.

## Partecipanti

### Teste di serie
| Nazionalità          | Giocatore           | Ranking* | Testa di serie |
| -------------------- | ------------------- | -------- | -------------- |
| Bosnia ed Erzegovina | Damir Džumhur       | 104      | 1              |
| Germania             | Maximilian Marterer | 116      | 2              |
| Bolivia              | Hugo Dellien        | 140      | 3              |
| Spagna               | Oriol Roca Batalla  | 159      | 4              |
| Libano               | Benjamin Hassan     | 170      | 5              |
| Germania             | Henri Squire        | 184      | 6              |
| Francia              | Calvin Hemery       | 195      | 7              |
| Germania             | Rudolf Molleker     | 212      | 8              |

* Ranking al 29 luglio 2024.

### Altri partecipanti
I seguenti giocatori hanno ricevuto una wild card per il tabellone principale:
- Max Hans Rehberg
- Justin Engel
- Marko Topo

I seguenti giocatori sono entrati in tabellone come alternate:
- Sebastian Fanselow
- Tristan Lamasine

I seguenti giocatori sono passati dalle qualificazioni:
- Raphaël Collignon
- Jakub Nicod
- Juan Bautista Torres
- Marco Cecchinato
- Martin Kližan
- Yanaki Milev

Il seguente giocatore è entrato in tabellone come lucky loser:
- Daniel Dutra da Silva

## Punti e montepremi
| Torneo    | Torneo              | V     | F     | SF    | QF    | 2T    | 1T  | Q | Q2  | Q1  |
| Singolare | Punti               | 75    | 44    | 22    | 12    | 6     | 0   | 4 | 2   | 0   |
| Singolare | Premi in denaro (€) | 9 880 | 5 820 | 3 450 | 2 000 | 1 165 | 720 | – | 360 | 185 |
| Doppio    | Punti               | 75    | 44    | 22    | 12    | –     | 0   | – | –   | –   |
| Doppio    | Premi in denaro (€) | 4 250 | 2 450 | 1 480 | 880   | –     | 500 | – | –   | –   |

## Campioni

### Singolare
Hugo Dellien ha sconfitto in finale  Maximilian Marterer con il punteggio di 7–6(2), 6–0.

### Doppio
Théo Arribagé /  Orlando Luz hanno sconfitto in finale  Jeevan Nedunchezhiyan /  Vijay Sundar Prashanth con il punteggio di 6–2, 6–4.